# ミヤコーバス名取営業所
ミヤコーバス名取営業所（ミヤコーバスなとりえいぎょうしょ）は、宮城県名取市堀内北竹62にあるミヤコーバスの営業所。統合前は宮交バスシステムの本社営業所であり、宮城交通岩沼営業所を起源とする。

## 沿革
- （岩沼営業所）
- 1996年（平成8年）3月30日 - 仙台市交通局閖上出張所廃止により、閖上線を譲受。
- 1997年（平成9年）7月17日 - 宮城交通岩沼営業所を廃止・移転し、名取営業所開設[1]。
- 1998年（平成10年）
  - 3月29日 - 仙台市交通局南仙台出張所廃止により、高舘線、県立がんセンター線、北釜線、名取が丘線を譲受。
  - 10月1日 - 宮城交通名取営業所に併設して、宮交バスシステム（本社）を設立[1]。岩沼市内の路線（のちに岩沼市民バスに移管される）の代替運行を開始。
- 1999年（平成11年）4月 - 岩沼市民バスの運転業務を受託（宮交バスシステム）。
- 200x年x月 - 名取市民バスの実験運行を受託（宮交バスシステム/200x年x月まで）。[いつ?]
- 2004年（平成16年）
  - 6月26日 - 名取市役所線廃止、名取市福祉バス「げんきなとり号」高舘線に移管。
  - 6月28日 - 名取市福祉バス「げんきなとり号」の運転業務を受託（宮交バスシステム）。岩沼線を再編、南仙台名取線南仙台駅西口 - 名取車庫に短縮。
- 2005年（平成17年） - 「げんきなとり号」受託運行終了（受託者がミナトタクシーに変更された）。
- 2005年（平成17年）9月2日 - 亘理線、鳥の海線、海岸線廃止。亘理町民乗合自動車荒浜線、高須賀線、南北サニータウン線、山元町巡回バスに移管。
- 2007年（平成19年）
  - 1月1日 - ミヤコーグループの子会社統合により宮交バスシステムはミヤコーバス名取営業所となる[2]。
  - 10月1日 - 宮城交通名取営業所を廃止。閖上線、仙台空港線をミヤコーバス名取営業所に移管[2]。北釜線廃止。名取市実証実験運行路線の北釜線、北釜美田園線、宮農線、下増田線へ移管される。同路線の運行業務受託開始。
- 2008年（平成20年）
  - 3月31日 - 高舘線、県立がんセンター線、名取が丘・愛島線廃止。名取市実証実験運行終了。名取市乗合バス「なとりん号」に移管。
  - 8月 - 仙台空港線を減便、平日のみ運行となる。
- 2010年（平成22年）3月31日 - 仙台空港線を廃止。
- 2011年（平成23年）3月20日 - 震災対応のため臨時バス岩沼線（JR長町駅東口 - 岩沼駅）を4月1日まで運行。
- 2013年（平成25年）
  - 1月21日 - 宮城交通名取駐在が発足し、当所にて業務を受託。仙台南営業所管轄の尚絅学院大線（西中田経由）の運行業務を一部移管（平日便のみ）。
  - 3月31日 - 東日本大震災の影響で利用者が減少したため閖上線廃止。震災後は名取駅 - 閖上小学校前を短縮運行していた。

## 運行受託路線

### 宮城交通名取駐在
- 2013年1月21日より、仙台南営業所から西中田経由尚絅学院大線の運行業務を一部移管される（平日便のみ）。

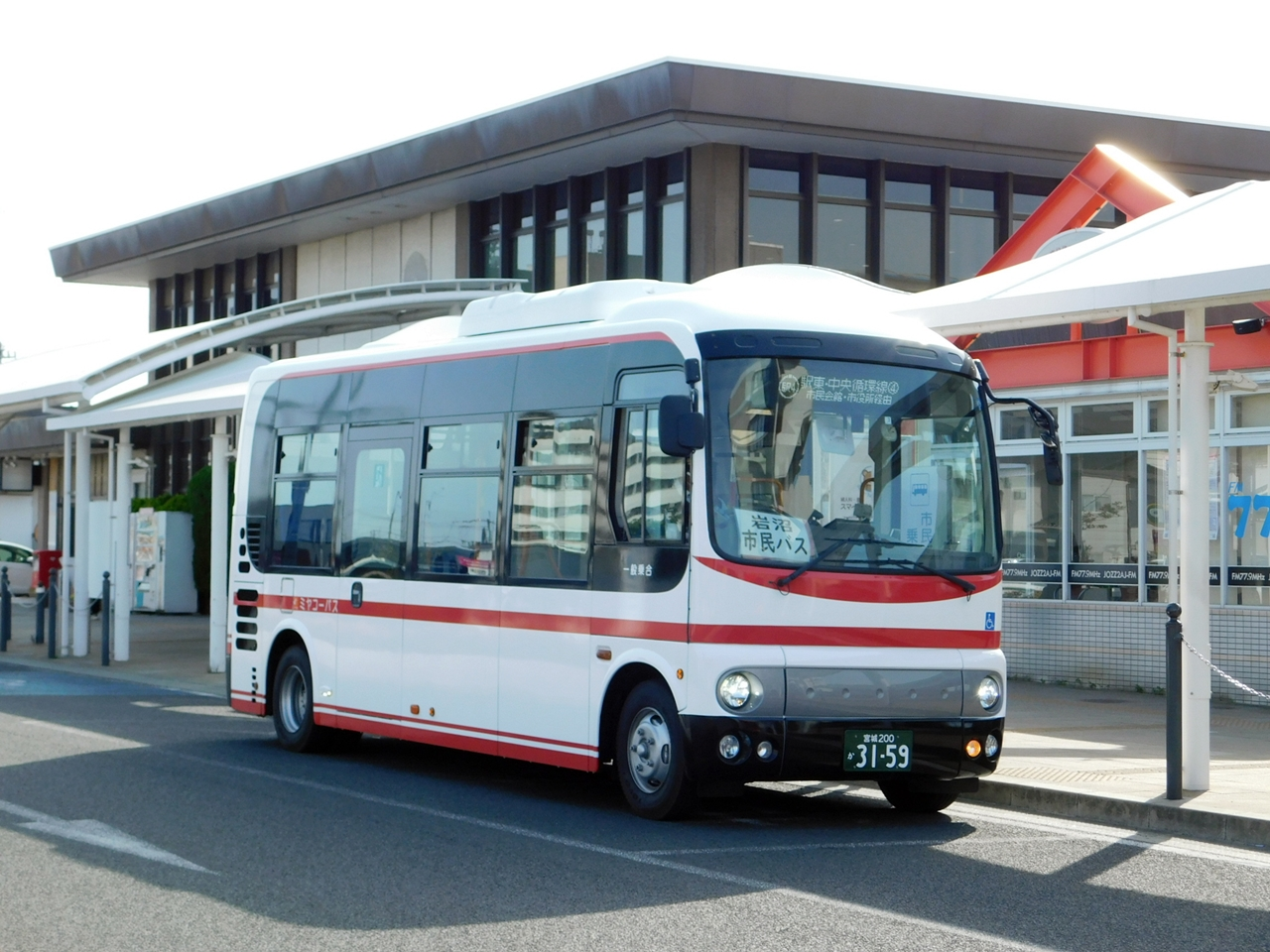
岩沼市民バスに充当される名取営業所所属車両

### 岩沼市民バス
- 岩沼市所有の白ナンバー専用車の運転および車両管理業務を受託する形であったが、2023年4月1日よりミヤコーバス所有の車両も市民バスに充当している（市所有の車両も緑ナンバーに変更されている）。

## 廃止路線

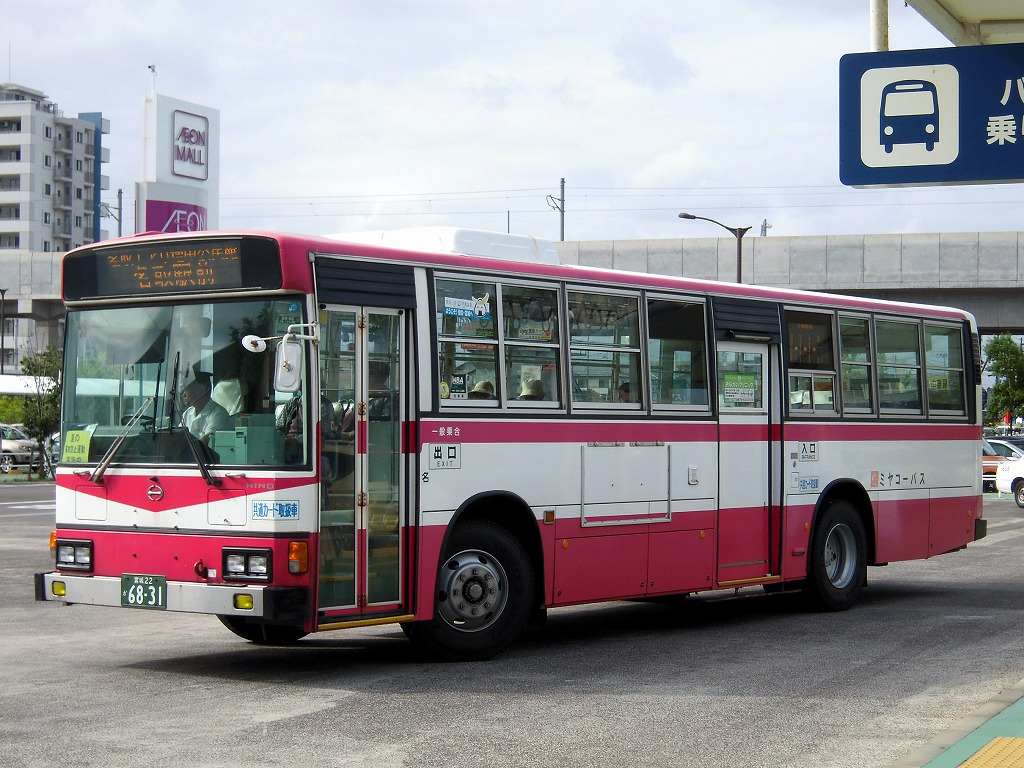
閖上線（名取エアリにて）

### 閖上線
- 名取駅前 - 増田公民館前 - 名取市役所前 - （名取エアリ）- 高柳 - 閖上小学校前 - 閖上六丁目
- 名取駅前 - 増田小学校入口 - 名取市役所前 - 高柳 - 閖上小学校前 - 閖上六丁目
  - 旧仙台市営バス路線。
  - 2013年3月31日閖上線廃止。

### 南仙台名取線（旧・岩沼線）
- 地下鉄長町駅・たいはっくる前 - 長町六丁目 - 南仙台駅入口 - 中田七丁目 - 名取駅入口 - 館腰神社前 - 岩沼中央一丁目 - 竹駒神社前 - 藤浪
- 南仙台駅西口 - 中田七丁目 - 名取駅入口 - 館腰神社前 - 名取車庫前
  - 長町 - 岩沼藤浪は宮城交通時代に廃止。

### 名取市役所（ライフタウン名取）線
- 名取市役所前 - 名取駅入口 - 高舘小学校前 - 那智が丘一丁目 - ゆりが丘一丁目北 - ライフタウン名取
  - 宮城交通時代に廃止。名取市福祉バス「げんきなとり号」を経て現在は名取市民バス「なとりん号」相互台線（仙南交通委託路線）に移管。

### 高舘線
- 南仙台駅西口 - 飛鳥 - 高舘小学校前 - 薬用植物園前 - 農業園芸研究所（- 西野田 - 県立がんセンター前 - 宮城高専前 - 名取駅西口）
  - 旧仙台市営バス路線。現在は名取市民バス「なとりん号」（桜交通委託路線）に移管。

### 県立がんセンター線
- 名取駅西口 - 宮城高専前 - 県立がんセンター
  - 旧仙台市営バス路線。現在は名取市民バス「なとりん号」（桜交通委託路線）に移管。

### 北釜線
- 名取駅 - 増田公民館前 - 名取市役所前 - 下増田公民館前 - 牛野 - 広浦・宮城農高前 - 北釜 - 仙台空港
  - 名取駅 - 北釜は旧仙台市営バス路線。
  - 宮城交通時代に廃止。後述の実証実験運行路線（ミヤコーバス委託）を経て、名取市民バス「なとりん号」に移管されたが、2013年に廃止。

### 名取が丘・愛島線
- （名取市役所前 - 増田公民館前 -）名取駅西口 - 手倉田保育所前 - 名取が丘四丁目公園前 - 名取が丘西口（- 愛の杜 - 愛島小学校前 - グリーンポート愛島）
- 名取が丘西口 - 名取が丘三丁目 - 館腰公民館前 - 館腰駅西口
  - 名取駅/館腰駅 - 名取が丘は旧仙台市営バス路線。現在は名取市民バス「なとりん号」（桜交通委託路線）に移管。
  - グリーンポート愛島は当初は団地ディベロッパーによる専用バス運行（宮城交通名取営業所にて受託）であったが後に愛島小学校前から延長される形で一般路線化。ほぼ同時に愛の杜経由便も設定。

### 仙台空港線
- 館腰駅 - 航空大学前 - 仙台空港
  - 旧仙台市営バス路線。

### 亘理線
- 亘理駅前 - 荒浜一丁目 - 鳥の海（- 鳥の海ホーム）

### 鳥の海線
- 高須賀北 - 荒浜二丁目 - 鳥の海

### 海岸線

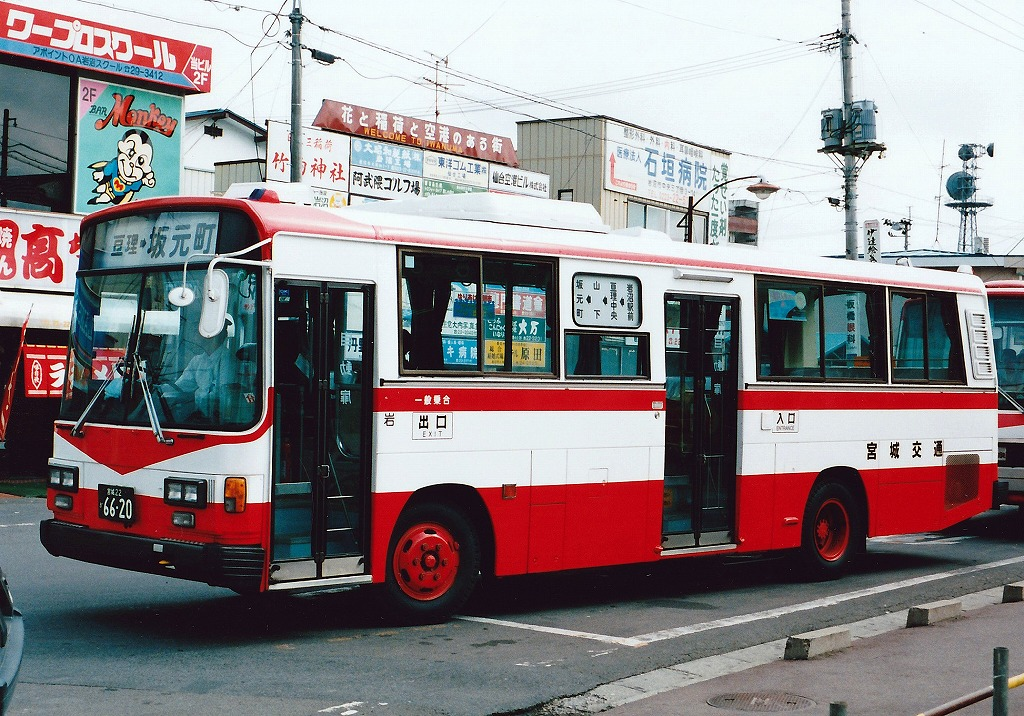
海岸線（岩沼営業所担当時代）

- （岩沼駅前 - 竹駒神社前 - ）亘理駅前 - サニータウン・宮城病院前
- 岩沼駅前 - 竹駒神社前 - 亘理中央 - 長瀞 - 山下 - 療養所前 - 坂元町
  - 上記の亘理町内3路線は、宮城交通時代に廃止。亘理町町民乗合自動車「さざんか号」および山元町町民バス「ぐるりん号」に移管。
  - 宮城交通時代は、廃止代替バスであった。

### 名取市実証実験運行路線（運行受託）
2008年4月1日より名取市乗合バス「なとりん号」として本格運行を開始、北釜線・北釜美田園線・宮農線は桜交通、下増田線は仙南交通に受託者が変更された。
- 北釜線
  - 名取駅 - 増田公民館前 - 名取市役所前 - 下増田公民館前 - 宮城農高入口 - 北釜
- 北釜美田園線
  - （下増田公民館前 - ）美田園駅 - 宮城農高入口 - 北釜
- 宮農線
  - 美田園駅 - 牛野 - 広浦・宮城農高前
- 下増田線
  - 美田園駅 - 飯塚街道 - 名取市文化会館前 - 杜せきのした駅 - 名取エアリ - 中江東 - 辻 - 美田園駅